# Contea di Jinyang
La contea di Jinyang (金阳县S, Jīnyáng XiànP) è una contea della Cina, situata nella provincia di Sichuan e amministrata dalla prefettura autonoma Yi di Liangshan.